# Raga. Att nalkas den osynliga kontinenten
Raga. Att nalkas den osynliga kontinenten är en bok av den fransk-mauritiske författaren J.M.G. Le Clézio utgiven 2006. Den utkom i svensk översättning 2008.
Boken skildrar Pentecost, en av de öar i Stilla havet som utgör Vanuatu, och dess kultur och urgamla traditioner som är hotade att försvinna på grund av kolonialism och globalisering.